# Blankafältet
Blankafältet är ett järnmalmsfält i Ramsbergs socken mellan Örebro och Ludvika.
Malmfältet utgörs av sex malmkroppar, liggande i leptit. Malmen är fosforhaltig och utgörs till stor del av sekunda magnetitmalm med mycket kvarts, biotit och klorit, dels av prima blodstensmalm. Under perioden 1888–1924 utvanns 58.032 ton malm ur malmfältet.